# Echidnopsis seibanica
Echidnopsis seibanica är en oleanderväxtart som beskrevs av John Jacob Lavranos. Echidnopsis seibanica ingår i släktet Echidnopsis och familjen oleanderväxter. Inga underarter finns listade i Catalogue of Life.